# Marius Dovydenas
Marius Dovydenas (né le 28 juin 1979 en Lituanie) est un footballeur professionnel lituanien.

## Carrière
Dovydenas est milieu de terrain. Il mesure 1,71 mètre et pèse 71 kg.
Il a notamment joué en Première Ligue de Lituanie au sein du FK Žalgiris Vilnius, et au FC Levadia Tallinn, en Estonie.